# Karl Albert (Philosoph)
Karl Albert (* 2. Oktober 1921 in Neheim; † 9. Oktober 2008) war ein deutscher Philosoph und Hochschulprofessor der Philosophie.

## Leben
Karl Albert war ein Sohn des Kaufmanns Josef Albert und seiner Ehefrau Maria. Als Soldat begann er 1941 sich mit Meister Eckhart und der Mystik zu befassen. Er studierte Philosophie und Klassische Philologie an den Universitäten in Köln, vor allem bei Heinz Heimsoeth, und in Bonn. 1950 wurde er in Bonn bei Erich Rothacker promoviert. Nach wissenschaftlicher Assistenz bei Josef Koch am Thomas-Institut von 1952 bis 1955 unterrichtete er zunächst im Schuldienst und wurde 1968 Leiter des Kölner Studienseminars. 1972 wurde er Lehrbeauftragter an der Ruhr-Universität Bochum.

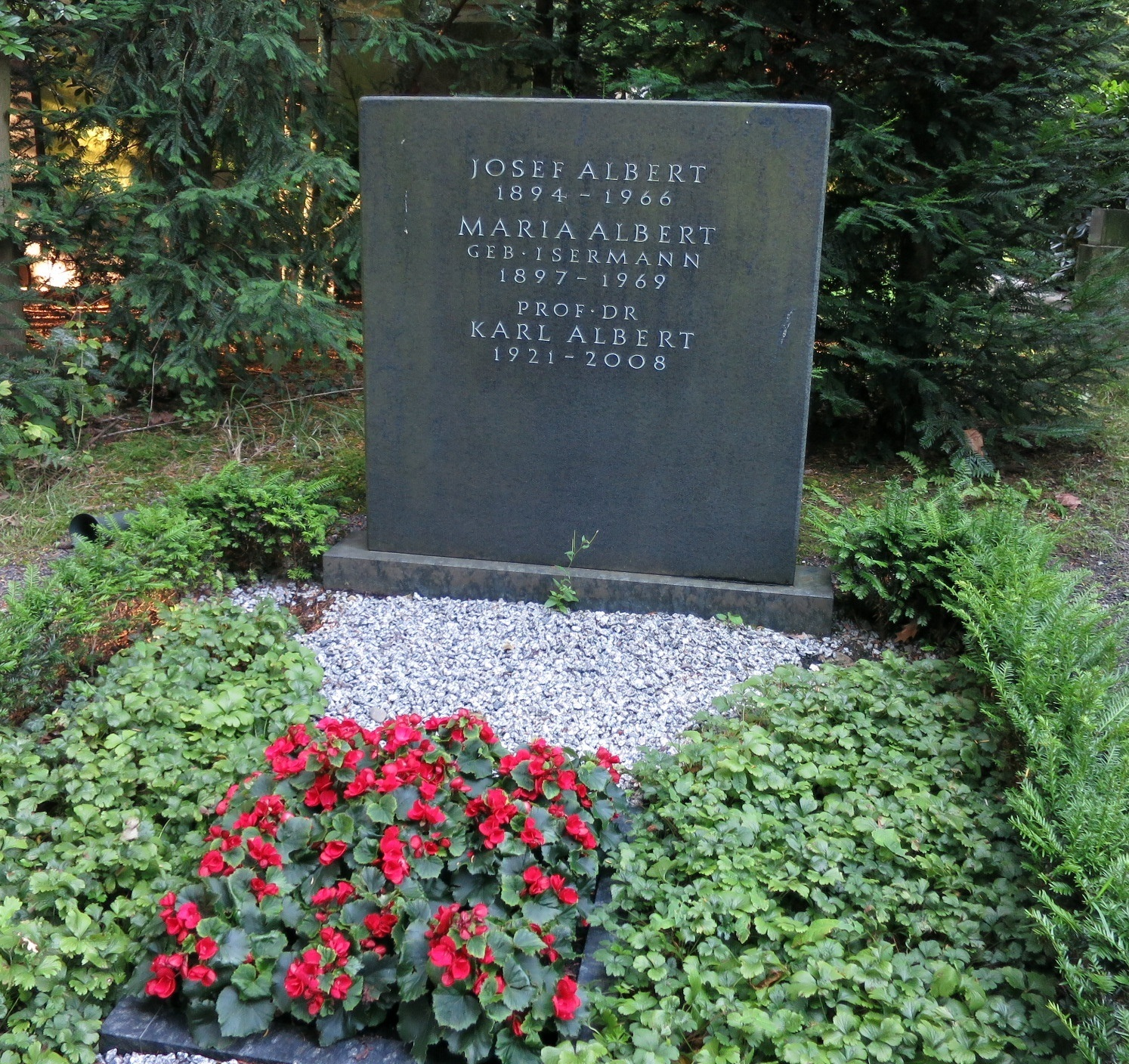
Grab auf Melaten-Friedhof

Karl Albert war von 1973 bis 1980 ordentlicher Professor für Philosophie an der Pädagogischen Hochschule Rheinland, Abteilung Neuss. Nach Überführung seines Lehrstuhls war er von 1980 bis zu seiner Emeritierung 1987 an der Bergischen Universität Wuppertal tätig.
Im Mittelpunkt steht bei ihm die ontologische Erfahrung, auch „Erfahrung des Seins“, die er von Louis Lavelle und Martin Heidegger aufgriff. Weiter verfolgte er andere Arten der philosophischen Mystik, auch unter Einbeziehung fernöstlicher Denker, zum Beispiel Lao-Tse.
Alberts Grabstätte befindet sich auf dem Kölner Melaten-Friedhof (Flur 69).

## Schriften
- Die Lehre vom Erhabenen in der Ästhetik des deutschen Idealismus. Dissertation, Bonn 1950.
- Philosophie der modernen Kunst (= Monographien zur philosophischen Forschung. Band 50). Hain, Meisenheim am Glan 1968 (2. Auflage, Richarz, Sankt Augustin 1984, ISBN 3-88345-552-0).
- mit Paulus Engelhardt: Thomas von Aquin, Summe gegen die Heiden. Herausgegeben und übersetzt. Band 1 (Buch 1) und Band 2 (Buch 2) (= Texte zur Forschung. Band 15 und 16). Wissenschaftliche Buchgesellschaft, Darmstadt 1974–1982 (die Bände 3,1, 3,2 und 4 mit den Büchern 3 und 4 wurden von anderen Wissenschaftlern herausgegeben).
- Die ontologische Erfahrung. Henn, Ratingen 1974, ISBN 3-450-00010-1.
- Zur Metaphysik Lavelles. Mit einer Bibliographie von Lucia Sziborsky (= Studien zur französischen Philosophie des 20. Jahrhunderts. Band 5). Bouvier, Bonn 1975, ISBN 3-416-01071-X.
- Meister Eckharts These vom Sein. Untersuchungen zur Metaphysik des „Opus tripartitum“. Henn, Saarbrücken 1976, ISBN 3-450-00009-8.
- Über spirituelle Poesie. Schrifttum der Gegenwart (= Brennpunkte. Band 13). Bläschke, Darmstadt 1977, ISBN 3-87561-597-2.
- Hesiod, Theogonie. Herausgegeben, übersetzt und erledigt (= Texte zur Philosophie. Band 1). Henn, Kastellaun 1978, ISBN 3450079425 (2., durchgesehene Auflage, Richarz, Sankt Augustin 1983, ISBN 3-921255-95-3; 3., durchgesehene Auflage, ebenda 1985; 4., durchgesehene Auflage, ebenda 1990, ISBN 3-88345-561-X; 5., verbesserte und ergänzte Auflage, ebenda 1993, ISBN 3-88345-545-8; 6., verbesserte und ergänzte Auflage, ebenda 1998; 7., überarbeitete Auflage, ebenda 2005, ISBN 3-89665-354-7).
- Griechische Religion und platonische Philosophie. Meiner, Hamburg 1980, ISBN 3-7873-0507-6 (koreanische Übersetzung: Peul la ton cheol hag gwa hel la seu jong gyo. A ka nes, Seoul 2011, ISBN 978-89-5733-208-5).
- Das gemeinsame Sein. Studien zur Philosophie des Sozialen. Richarz, Sankt Augustin 1981, ISBN 3-921255-97-X.
- Vom Kult zum Logos. Studien zur Philosophie der Religion. Meiner, Hamburg 1982, ISBN 3-7873-0566-1.
- Über die Philosophie Louis Lavelles (= Diskussionsbeiträge des Fachbereichs 2, Philosophie, Theologie, Bergische Universität, Gesamthochschule Wuppertal. Nummer 7). Universitätsverlag, Wuppertal 1984.
- Philosophische Pädagogik. Eine historische und kritische Einführung. Richarz, Sankt Augustin 1984, ISBN 3-88345-551-2.
- Mystik und Philosophie. Richarz, Sankt Augustin 1986, ISBN 3-88345-558-X.
- Meister Eckhart, Kommentar zum Buch der Weisheit. Eingeleitet, übersetzt und erledigt (= Texte zur Philosophie. Band 7). Richarz, Sankt Augustin 1988, ISBN 3-88345-431-1 (2. Auflage, ebenda 2017, ISBN 978-3-89665-711-4).
- Philosophische Studien. Richarz, Sankt Augustin 1988–1992 (Sammelausgabe diverser früherer Publikationen).
  1. Philosophie der Philosophie. 1988, ISBN 3-88345-450-8.
  2. Philosophie der Kunst. 1989, ISBN 3-88345-451-6.
  3. Philosophie der Religion. 1991, ISBN 3-88345-452-4.
  4. Philosophie der Sozialität. 1992, ISBN 3-88345-453-2.
  5. Philosophie der Erziehung. 1990, ISBN 3-88345-454-0.
- Über Platons Begriff der Philosophie (= Beiträge zur Philosophie. Band 1). Richarz, Sankt Augustin 1989, ISBN 3-88345-460-5 (polnische Übersetzung: O Platońskim poje̜ciu filozofii (= Prace o filozofii starożytnej w przekładach. Band 1). Instytut Filozofii i Socjologii, Warschau 1991, ISBN 83-85194-27-4).
- Vom philosophischen Leben. Platon, Meister Eckhart, Jacobi, Bergson und Berdjaev. Königshausen & Neumann, Würzburg 1995, ISBN 3-8260-1086-8.
- Philosophie im Schatten von Auschwitz. Edith Stein, Theodor Lessing, Walter Benjamin, Paul Ludwig Landsberg. Röll, Dettelbach 1995, ISBN 3-927522-67-8.
- Lebensphilosophie. Von den Anfängen bei Nietzsche bis zu ihrer Kritik bei Lukács. Alber, Freiburg im Breisgau/München 1995, ISBN 3-495-47826-4 (Neuausgabe mit einem Nachwort von Elenor Jain, ebenda 2017, ISBN 978-3-495-48929-1).
- Einführung in die philosophische Mystik. Wissenschaftliche Buchgesellschaft, Darmstadt 1996, ISBN 3-534-12948-2 (Sonderausgabe, ebenda 2005, ISBN 3-534-18948-5; polnische Übersetzung: Wprowadzenie do filozoficznej mistyki (= Fundamenta. Band 30). Wydawn. Antyk, Kety 2002, ISBN 83-88524-39-9).
- mit Hua Xue: Chuang-tse, Die Welt. Chinesisch und deutsch. Herausgegeben, eingeleitet und kommentiert. Röll, Dettelbach 1996, ISBN 3-927522-69-4.
- Lavelle und die Philosophie des 20. Jahrhunderts. Neun einführende Kapitel. Röll, Dettelbach 1997, ISBN 3-927522-84-8.
- Betrachtungen zur Geschichte der Philosophie. Röll, Dettelbach 1998–2000 (Sammelausgabe diverser früherer Publikationen).
  1. Platon und die Philosophie des Altertums. 1998, ISBN 3-89754-133-5.
  2. Meister Eckhart und die Philosophie des Mittelalters. 1999, ISBN 3-89754-145-9.
  3. Descartes und die Philosophie der Moderne. 2000, ISBN 3-89754-173-4.
- mit Elenor Jain: Philosophie als Form des Lebens. Zur ontologischen Erneuerung der Lebensphilosophie. Alber, Freiburg im Breisgau/München 2000, ISBN 3-495-47775-6.
- Philosophie als Religion (= Philosophie im Kontext. Band 9). Gardez!, Sankt Augustin 2002, ISBN 3-89796-093-1.
- mit Elenor Jain: Die Utopie der Moral. Versuch einer kulturübergreifenden ontologischen Ethik. Alber, Freiburg im Breisgau/München 2003, ISBN 3-495-48089-7.
- mit Elenor Jain: Zeitfragen. Fünf philosophisch-politische Betrachtungen. Monsenstein und Vannerdat, Münster 2005, ISBN 3-86582-188-X.
- mit Elenor Jain: Leitkultur, Demokratie und Patriotismus. Fünf aktuelle philosophisch-politische Essays zur interkulturellen Problematik. Projektverlag, Bochum/Freiburg im Breisgau 2006, ISBN 3-89733-152-7.
- Platonismus. Weg und Wesen abendländischen Philosophierens. Wissenschaftliche Buchgesellschaft, Darmstadt 2008, ISBN 978-3-534-21955-1 (Hörbuch-Version: Platonismus. Grundlage der westlichen Philosophie. Auditorium Maximum, Darmstadt 2009, ISBN 978-3-534-60049-6; portugiesische Übersetzung: Platonismo. Caminho e essência do filosofar ocidental. Ed. Loyola, São Paulo 2011, ISBN 978-85-15-03792-6).